# Chiesa di San Giovanni dei Battuti (Pavia di Udine)
La chiesa di San Giovanni dei Battuti è un piccolo edificio religioso situato nel centro di Pavia di Udine, in provincia di Udine, ed è filiale della chiesa parrocchiale di Sant'Ulderico. In origine sorgeva isolata nelle campagne che circondavano il paese. Secondo la tradizione orale, pare che lo stesso paese di Pavia sia sorto attorno alla chiesetta, lungo le direttrici segnate dalla centuriazione romana.

## Descrizione
La chiesa non conserva più l'aspetto originale: ora l'interno è costituito da un'aula rettangolare con abside costruita in epoca posteriore. La facciata presenta finte architetture ed affreschi del pittore Rocco da Venezia. La pittura, sbiadita dal tempo e dalle intemperie, lascia appena intravedere un'Annunciazione. Alla stessa mano sono da attribuire gli affreschi dell'abside, dove ora vi sono pitture ottocentesche con il Martirio di San Giovanni Battista e San Giovanni Evangelista con l'aquila.